# Tizra-Aissa
 (mai 2020).
Si vous disposez d'ouvrages ou d'articles de référence ou si vous connaissez des sites web de qualité traitant du thème abordé ici, merci de compléter l'article en donnant les références utiles à sa vérifiabilité et en les liant à la section « Notes et références ».
Tizra-Aissa (en tifinagh : ⵜⵉⵣⵔⴰ ⵄⵉⵙⴰ / en arabe : تيزرى-عيسى) est un village de la Grande Kabylie situé à 15 km au nord-est de la daïra de Draa El Mizan commune Aït Yahia Moussa, Wilaya de Tizi ouzou, en Algérie.

## Histoire
Tizra-Aïssa est un village historique qui a joué un rôle crucial pendant la guerre de libération algérienne. C'est également le lieu de naissance de Krim Belkacem, l'un des principaux dirigeants du FLN et signataire des Accords d'Évian le 18 mars 1962 à l'Hôtel du Parc à Évian-les-Bains, en France.  
La maison de Krim Belkacem qui se trouve dans ce village, et qui a abrité pendant la révolution algérienne, plusieurs réunions, a été transformée en un musée.   

## Population
Les familles résidentes du village sont : Krim, Talah, Serrah, Adel, Meziani Lardjani et Samet.

### Personnalités liées au village
- Krim Belkacem (Révolution)
- Mohammed Talah (Révolution)
- Krim Rabah[2] (Révolution)
- Ouramdane Krim[3] (Littérature)
- Yacine Adli (Football)
- Abdenour Krim[4]  (Sport)
- Hicham Krim[5] (Sport)

## Enseignement
Le village abrite deux établissements scolaires : une école primaire nommée d'après le Chahid Saïd Samet, et un collège d'enseignement moyen (CEM) dédié au moudjahid Talah Mohammed.